# Staatsstreich des 30. Prairial VII
Der Staatsstreich des 30. Prairial VII, auch als Rache der Räte (‚Revanche des Conseils‘) bekannt, war ein unblutiger Staatsstreich in Frankreich, der am 18. Juni 1799 stattfand, dem 30. Prairial des Jahres VII des französischen Revolutionskalenders. Er ließ Emmanuel-Joseph Sieyès als die dominierende Figur der französischen Regierung zurück und bildete die Voraussetzungen für den Putsch vom 18. Brumaire VIII, der Napoleon Bonaparte an die Macht brachte.

## Vorereignisse
Die Wahlen von März bis April 1799 von 315 neuen Abgeordneten in die beiden Räte hatten in diesen beiden Gremien, insbesondere im Unterhaus, eine neue neojakobinische Mehrheit (Club du Manège) hervorgebracht. Der Rat der Fünfhundert – das Unterhaus in der Legislative nach der französischen Verfassung – war unzufrieden mit der Durchführung des Zweiten Koalitionskrieges durch die Direktoren und insbesondere mit dem Rückruf von General Jean Étienne Championnet, einem ehemaligen Jakobiner.
Der Rat der Alten und der Rat der Fünfhundert stimmten über ein Gesetz ab, in dem die Wahl des Direktors Jean-Baptiste Treilhard für illegal erklärt wurde, und hatten ihn am 29. Prairial / 17. Juni durch Louis Gohier ersetzt, ein ehemaliger jakobinischer Abgeordneter und Minister während des französischen Konvents.

## Der Staatsstreich
Die Räte waren jedoch mit seiner Entfernung nicht zufrieden. Der neue antijakobinische Direktor Emmanuel-Joseph Sieyès teilte in gewissem Maße die Ansichten der Räte, und wenn er diese Ansicht vertrat, half es ihm wahrscheinlich bei seiner neuen Ernennung im Mai 1799. Er war froh, dass seine Kollegen entfernt wurden und war vollkommen bereit, mit den jakobinischen Generälen zusammenzuarbeiten, um seine Ziele zu erreichen. Im Rat der Fünfhundert forderte der stellvertretende Vorsitzende Antoine de la Meurthe, der allgemein als gemäßigt angesehen wurde, den Rücktritt oder die Abberufung der Direktoren Louis-Marie de la Révellière-Lépeaux und Philippe Antoine Merlin de Douai. Zu ihm gesellten sich bald nicht nur sein eigenes Unterhaus, sondern auch der Rat der Alten und die Direktoren Paul Barras (der im Volksmund für seine List bekannt war, eine Eigenschaft, die wahrscheinlich dafür sorgte, dass er noch nicht ersetzt wurde) und der neu ernannte Direktor Sieyès.
Als Révellière de Lépeaux und Merlin de Douai Widerstand leisteten, organisierte General Barthélémy Catherine Joubert, der kürzlich das Kommando über die 17. Militärdivision (Paris) übernahm, einige Truppenbewegungen von Soldaten in Paris. Prompt hatten am Abend des 18. Juni hatten Révellière-Lépeaux und Merlin ihre Rücktritte eingereicht.
Obwohl nichts in dieser Abfolge von Ereignissen offiziell gegen die französische Verfassung von 1795 verstieß, wird es allgemein als Staatsstreich angesehen.